# Альконини, Соня
Соня Альконини Мухика (исп. Sonia Alconini Mujica; род. 1965) — боливийская учёная-антрополог и археолог, специализирующаяся на социально-экономическом и политическом развитии ранних государств и империй в Андах. Она изучала динамику древних имперских границ и способы распространения тропических племён гуарани на этих территориях. Она также проводила археологическую работу в долинах восточной Боливии и в районе озера Титикака.

## Биография
Соня Альконини родилась в 1965 году в Боливии и рано проявила интерес к политическим образованиям ранних андских обществ, а также заинтересовалась археологией как инструментом улучшения понимания культурных взаимоотношений. В 1992 году она участвовала в археологическом проекте Тарако Калифорнийского университета в Беркли в Чирипе, направленном на раскрытие социально-экономического и политического развития в районе бассейна озера Титикака. На этом месте были раскопаны черепки керамики, принадлежащие культурам Чирипа, Чирипа-Мамани и фазам III, IV и V цивилизации Тиуанако.
Она получила степень бакалавра в 1993 году в Высшем университете Сан-Андреса в Ла-Пасе и продолжила обучение в Питтсбургском университете, получив степень магистра антропологии в 2000 году и доктора археологии в 2002 году. В 2004 году Альконини была принята на работу доцентом Техасского университета в Сан-Антонио, а в 2010 году она получила должность доцента кафедры антропологии.
Ее ранние исследования были сосредоточены на распространении инков в горной местности Боливии и их влиянии на уже существовавшие в этом регионе цивилизации. Они показывали взаимодействие между культурами как двустороннее, а не однозначное доминирование. В 2007 году она выиграла грант Национального научного фонда США для дальнейшего изучения границ экспансии инков. Целью проекта было определить, как контакт с инками повлиял на структуру расселения и политическую экономию региона.
В 2009 году раскопки Альконини в долине Чарасани, древнем имперском центре Калавайя, на месте под названием Пата Каата, позволили по-новому взглянуть на эволюцию этой территории, на спектр деятельности, которая происходила в её священных местах, на процессы, используемые для поддержания политической легитимности и иерархии культур на границах озера Титикака.
В 2013 году в результате её сотрудничества с Сарой Беккер из Калифорнийского университета в Риверсайде на участке Вата-Вата были обнаружены три черепа, два из которых принадлежали женщинам. Экспертиза выявила ритуальные акты насилия, включая обезглавливание и удаление глаз, без каких-либо признаков боевых ранений. Это открытие разрушило давнее убеждение, что изображения насилия не являются буквальными, а носят иллюстративный характер. Оценка доказательств, проведенная Альконини, привела к выводу, что жители империи Тиуанако в регионе Калавайя в Боливии использовали торговлю, религию и ритуальное насилие в качестве политических стратегий для сохранения своей власти.

## Избранные работы
- Alconini, Sonia (1991). Algunas reflexiones sobre la formación de la arqueología en Bolivia. Etnología (исп.). 15 (19). La Paz, Bolivia: 57–68.
- Alconini Mujica, Sonia (1993). La cerámica de la pirámide akapana y su contexto social en e estado de Tiwanaku (Tesis de Licenciatura). La Paz, Bolivia: Universidad Mayor de San Andrés.
- Alconini Mujica, Sonia. Rito, símbolo e historia en la pirámide de Akapana, Tiwanaku: un análisis de cerámica ceremonial prehispánica :  [исп.]. — La Paz, Bolivia : Editorial Acción, 1995.
- Alconini, Sonia (2003). Mujeres de élite en los albores del Imperio Inka: guerra y legitimación política (PDF). Textos Antropológicos (исп.). 14 (2). La Paz, Bolivia: Universidad Mayor de San Andrés: 149–158.
- Alconini, Sonia (2002). Prehistoric Inka Frontier Structure and Dynamics in the Bolivian Chaco (PhD). Pittsburgh, Pennsylvania: University of Pittsburgh.
- Alconini, Sonia (2005). Resumen de las excavaciones en el asentamiento Yoroma. Region Oroncota: Efectos de la politica Inka en un centro administrativo Yampara (PDF). Revista Nuevos Aportes (исп.) (3). La Paz, Bolivia: ArqueoBolivia: 46–55.
- Alconini, Sonia (2007-08-25). La ocupación Inka en Charazani: Arquitectura de poder y reocupación de espacios sagrados (un avance de investigación) (PDF). Anales de la XXI Reunión Annual de Etnologia (исп.) (3). La Paz, Bolivia: MUSEF: 59–62.
- Alconini, Sonia. El Inkario en los valles del Sur Andino Boliviano: los Yamparas entre la arqueología y etnohistoria :  [исп.] / Izeta, Andrés D.. — Oxford, England : British Archaeological Reports International Series 10784, 2008. — Vol. IV.
- Malpass, Michael A. Distant Provinces in the Inka Empire: Toward a Deeper Understanding of Inka Imperialism / Michael A. Malpass, Sonia Alconini. — Iowa City : University of Iowa Press, 2010. — ISBN 978-1-58729-933-9.
- Becker, Sara K; Alconini, Sonia (March 2015). Head extraction, interregional exchange, and political strategies of control at the site of Wata Wata, Kallawaya territory, Bolivia, during the transition between the Late Formative and Tiwanaku periods (A.D. 200-800). Latin American Antiquity. 26 (1). Washington, DC: Society for American Archaeology: 30–48. doi:10.7183/1045-6635.26.1.30. S2CID 155909100.